# Pozsonyi Alajos
Pozsonyi Alajos (?, 1806 – Szilágysomlyó, 1870. június 28.) színész, színigazgató.

## Életútja
1833-ban Fejér Károlynál játszott Zilahon, majd ugyanezzel a társulattal Nagyváradon lépett fel 1836-ban. 1839 tavaszán Szegeden színpadra lépett a Keszi–Kőrösi–Pergő-együttesben. 1848-tól kisebb társulatot vezetett Erdélyben.  A szabadságharc alatt honvédfőhadnagy volt. 1853–54-ben Fogarason, Déván, Szászvárosban, 1854–55-ben Désen, 1858 elején Kézdivásárhelyen, majd 1859–60-ban Tordán, 1863 elején Szegeden szerepelt Láng Boldizsár együttesében. Utolsó igazgatója Szegedi Mihály volt. Példaképének Pergő Celesztint tartotta. 32 évig vezette színtársulatát, ahol mint rendszerető igazgatót elismeréssel tüntették ki a színészek. Leginkább a drámát kultiválta. Ő maga közepes színész volt, szerelmes szerepeket és naturbursokat játszott leginkább. 38 évig működött a színipályán. Utolsó fellépte 1870. június 25-én volt a »Miatyánk isten«-ben, a lelkész szerepében. Másnap este esés következtében agyszélhűdés érte. Koporsója felett Márton Béla színész mondott búcsúbeszédet.

## Családja
Neje Pivári Anna színésznő. Színipályára lépett 1835. szeptember 6-án. A »Regélő« 1842-ben kolozsvári tudósítás ezeket írta róla: »Én ez asszonyban kitűnő talentumot látok rejleni, olyan talentumot, mely vidékies balfogásai között is nagyszerűen kitetsző. Testalkotása szabályosan csinos, hangja megható, szavalása gazdagon érzelmes s ezáltal nagy ereje van belsőnkig hatni, mintha valaha Lendvayné vagy Kántorné tanítványa volt volna«. (54. szám, 448. oldal.) Molnár György híres emlékiratában ezekben emlékezik meg róla: »Drámai hősné volt — örökké mosolygó arccal. Nehéz volt annak a sorsa, akinek vele a drámai szerepet kelle játszania, mert még akkor is nevetett az arc-szeme, mikor Szapárinéban — vagy másban is — átkozódott. Jól játszta a házsártos vénasszonyokat, a. vígjátéki fiatal tereferés asszonyokat.« Meghalt közel 90 éves korában, 1906. augusztus 25-én, Baróton (Háromszék megye), mint kegydíjas színésznő.
Nevelt leánya Pozsonyi Júlia színésznő, született 1852-ben, meghalt 1916. december 27-én, Szentendrén. 1865-ben lépett a színipályára. Nyugdíjba vonult 1907. április 1-én. Csóka Sándor igazgató neje volt.

## Fontosabb szerepei
- Az öreg Moor (Schiller: Haramiák)
- Hartburgi herceg (Spiess H. K.: Árulás és szerelemféltés)